# San Carlos II (Teksas)
San Carlos II je naseljeno mjesto za statističke potrebe u američkoj saveznoj državi Teksas. Prema popisu stanovništva iz 2010. u njemu je živjelo 261 stanovnika.